# 霍爾斯伯里伯爵

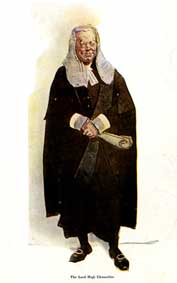
第一代霍爾斯伯里伯爵哈丁·吉法德

霍爾斯伯里伯爵（英語：Earl of Halsbury）是一個聯合王國貴族爵位，以座落於帕克漢姆的霍爾斯伯里莊園命名。保守黨籍律師哈丁·吉法德在1898年被冊封為霍爾斯伯里伯爵。

## 歷史
伯爵爵位以鄰近德文郡拜德福德、位於英國西南部城鎮帕克漢姆的霍爾斯伯里莊園命名，莊園曾是吉法德家族的祖宅，直到18世紀才被轉售給國會議員兼商人托馬斯·本森。附屬爵位蒂弗頓子爵則以蒂弗頓城堡命名，可以追溯到吉法德家族的其中一個分支。
1898年1月19日，維多利亞女王冊封保守黨籍律師哈丁·吉法德為霍爾斯伯里伯爵，同時也賜予以德文郡城鎮命名的蒂弗頓子爵作為附屬爵位。在此之前，哈丁已在1885年6月26日被封為霍爾斯伯里男爵。他是《倫敦旗幟晚報》首任編輯史丹利·李斯·吉法德的兒子，並曾在1885年至1886年、1886年至1892年和1895年至1905年間三度擔任大法官一職。
第二代伯爵在繼承伯爵爵位前採用了「蒂弗頓勳爵」而非蒂弗頓子爵作為禮節性頭銜。第三代伯爵則是一名科學家，且是倫敦布魯內爾大學的首任校長；布魯內爾大學的校徽上至今仍保留代表著第三代伯爵的白鼬菱形設計。
2010年，第四代霍爾斯伯里伯爵無嗣而亡，霍爾斯伯里伯爵和兩個附屬爵位因此絕嗣。

## 霍爾斯伯里伯爵
- 第一代霍爾斯伯里伯爵哈丁·史丹利·吉法德（英语：Hardinge Giffard, 1st Earl of Halsbury）（1823–1921）
- 第二代霍爾斯伯里伯爵哈丁·古爾本·吉法德（1880–1943）
- 第三代霍爾斯伯里伯爵約翰·安東尼·哈丁·吉法德（英语：John Anthony Hardinge Giffard, 3rd Earl of Halsbury）（1908–2000）
- 第四代霍爾斯伯里伯爵亞當·愛德華·吉法德（1934–2010）